# Echilibru economic
Echilibrul pieței reprezintă starea economică în care volumul de bunuri și servicii solicitate pe piață egalează volumul vânzărilor.

## Prețul de echilibru
Prețul de echilibru desemnează situația în care cantitățile de bunuri și servicii egalează nivelul celui mai mare volum de vânzări și cumpărări pe piață.

## Piața bunurilor economice
Piața bunurilor economice grupează următoarele categorii: 
- produse normale;
- produsele inferioare (+Giffen/ produsele cu cerere inelastică la venit);
- produsele superioare (produsele cu cerere elastica la venit);
- produsele substituibile (înlocuibile);
- produsele complementare (alternative în consum);

Sistemul de normare pentru primele trei categorii include un coeficient de elasticitate al cererii în funcție de venit, iar pentru ultimele două categorii, problema alegerii se va rezuma la elasticitatea încrucișată.